# Gulou (Xuzhou)
Der Stadtbezirk Gulou (chinesisch 鼓楼区, Pinyin Gǔlóu Qū) ist ein chinesischer Stadtbezirk, der zum Verwaltungsgebiet der bezirksfreien Stadt Xuzhou in der Provinz Jiangsu gehört. Sein Verwaltungsgebiet hat eine Fläche von 212 km² und er zählt 554.339 Einwohner (Stand: Zensus 2010).

## Administrative Gliederung
Auf Gemeindeebene setzt sich der Stadtbezirk aus neun Straßenvierteln und zwei Großgemeinden zusammen. 